# La legge della violenza
La legge della violenza ist ein 1969 kostengünstig entstandener, im deutschen Sprachraum nicht aufgeführter Italowestern von Gianni Crea.

## Handlung
Jack Sparrow hat einige Jahre unschuldig im Gefängnis verbracht. Nun kehrt er nach Red Rock zurück, um die Dinge wieder geradezurücken. Deshalb tötet er zunächst den dortigen Sheriff, der ihn ungerechtfertigterweise angeklagt hatte und überzeugt den noblen und stillen Chris, dessen Amt zu übernehmen. Dessen Unentschlossenheit und Zurückhaltung nutzt Jack aus, um die Bürger des Ortes zu erpressen und auszunutzen. Als es selbst Chris zu viel wird, stellt er sich Jack in einem Duell, in dem er jedoch keine Chance hat. Eine junge Frau, die einen persönlichen Rachefeldzug führt, kann schließlich Jack ausschalten und den Frieden nach Red Rock zurückbringen.

## Kritik
„Unterhaltsam ist der Film in der Tat, wenn auch aus den falschen Gründen“, befindet Christian Keßler und beschreibt deutlich aufgemalte Stadtpanoramen, die äußerste Coolness, mit der die Darsteller agieren und schließt: „Dies könnte der erste Western sein, der mit versteckter Kamera gedreht ist.“

## Bemerkungen
Der Film trägt den Untertitel Tutti o nessuno.
Keßler bemerkt an, die Musik des Films sei die aus Un uomo, un cavallo, uno pistola entlehnt.